# Оливия (фильм, 1951)
«Оливия» (фр. Olivia; другое название «Колодец одиночества») — французская драма 1951 режиссёра Жаклин Одри, основанная на одноимённом романе Дороти Басси 1949 года.

## Сюжет
Оливия приезжает в элитную школу для девушек, принадлежащую мадемуазель Жюли́ и мадемуазель Кара́. Две подруги-компаньонки разительно отличаются друг от друга. Мадемуазель Жюли проводит большую часть времени с воспитанницами, ведёт у них уроки, устраивает вечера чтения книг. Мадемуазель Кара предпочитает находиться в своей комнате, жалуясь на плохое самочувствие.
На одном из вечеров чтения мадемуазель Жюли обнаруживает, что Оливия хорошо разбирается в древнегреческой поэзии. Чтение стихов учительницей производит на Оливию сильное впечатление. Они сближаются, мадемуазель Жюли расспрашивает ученицу о её жизни в Англии, а в один из следующих дней берёт с собой в Париж.
Между тем привязанность учениц к мадемуазель Жюли вызывает злобные приступы раздражения у мадемуазель Кара. Масла в огонь добавляет приезд Лоры — одной из бывших учениц. Оливия признаётся Лоре, что любит мадемуазель Жюли. Но Лора вынуждена уехать, так как её присутствие раздражает мадемуазель Кара и та ссорится с компаньонкой. Оливия остаётся наедине со своими чувствами.
Не в силах сдержать их, она признаётся мадемуазель Жюли в любви. Та не может позволить чему-либо произойти между ними. Однако открывается, что тоже влюблена. Сцены, устраиваемые мадемуазель Кара, больше невыносимы, и мадемуазель Жюли решает оставить школу и порвать с компаньонкой.
В вечер отъезда учительница приезжает в школу проститься с Оливией. Они расстаются, но тут обнаруживается, что мадемуазель Кара мертва. Расследование пытается выяснить, было ли это самоубийством или убийством. Оливия выгораживает мадемуазель Жюли, которую могут заподозрить в причастности к случившемуся.
Школа закрывается, учителя и ученицы вынуждены разъехаться. Мадемуазель Жюли обвиняет себя в смерти подруги и, не желая никому причинить ещё больший вред, говорит Оливии, что они должны расстаться навсегда.

## В главных ролях
| В ролях          |  | Персонаж         |
| ---------------- |  | ---------------- |
| Эдвиж Фёйер      |  | Мадемуазель Жюли́ |
| Мари-Клер Оливье |  | Оливия           |
| Симона Симон     |  | Мадемуазель Кара́ |
| Элли Норден      |  | Лора             |

| В ролях        |  | Персонаж          |
| -------------- |  | ----------------- |
| Сюзан Деэлли   |  | Мадемуазель Дюбуа |
| Ивонн де Брэ   |  | Виктори, повариха |
| Марина де Берг |  | Мими              |
| Лесли Мейнард  |  | Фрау Ризенер      |